# Stercorarius skua
El págalo grande o salteador mayor (Stercorarius skua o Catharacta skua) es una especie de ave Charadriiforme de la familia Stercorariidae caracterizada por su gran tamaño y agresividad. Como todos los págalos, es un ave depredadora y oportunista.
El nombre común que recibe el págalo grande en los países nórdicos («skúa») deriva del feroés skügver («mechón de plumas»).

## Características
Es un págalo de gran tamaño. Alcanza los 58 cm de longitud, 1,4 m de envergadura y 1,7 kg de peso. Su parte superior es marrón oscura, bandeada, con un pico recio, ganchudo, de color gris oscuro. Las patas son del mismo color. En vuelo, posee bajo las alas una mancha blanquecina, cerca del álula. Dicho atributo es exhibido en las zonas de cría durante el cortejo.
En época de cría emiten un sonido similar a un ladrido profundo. 

## Alimentación
Captura peces, así como ejemplares jóvenes de otras especies de aves marinas. También persigue a gaviotas y otros pájaros (incluso alcatraces, considerablemente más grandes que él) y les obliga a soltar su presa o devolver su última comida. Su vuelo es normalmente lento y pesado, pero se torna rápido, hábil y tenaz cuando caza. Suelen acompañar a los barcos pesqueros que navegan por el Atlántico, aprovechando los desperdicios arrojados por la borda. También son carroñeros cuando se les presenta la oportunidad, alimentándose de los cadáveres de animales marinos muertos.

## Hábitat
Pasa la mayor parte del año en alta mar, asentándose en tierra sólo para criar. Nidifica en islas remotas, promontorios y marismas costeras.

## Reproducción

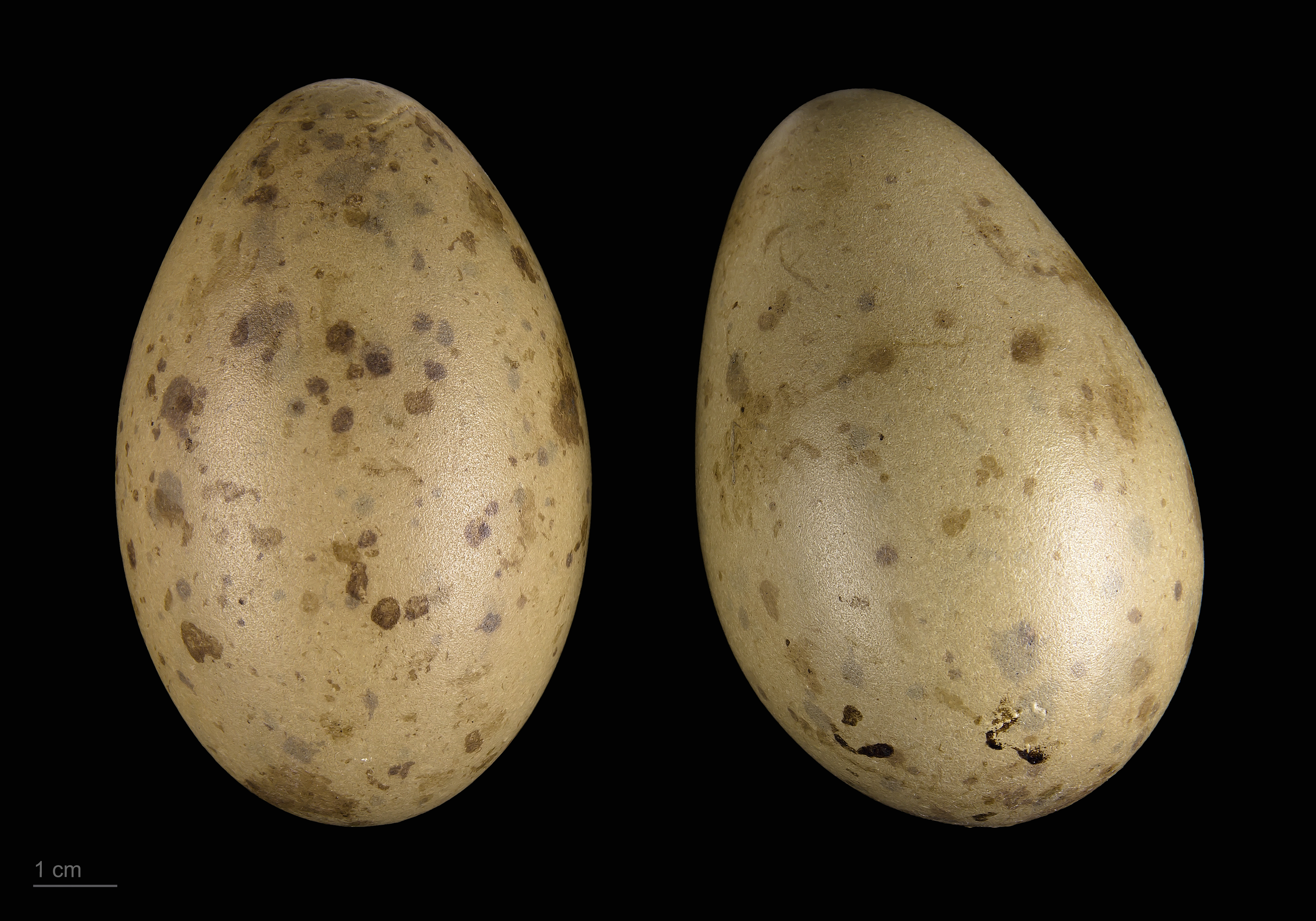
Stercorarius skua - MHNT

Durante el cortejo, las parejas descienden en círculos sobre el punto de cría y, una vez en tierra, realizan una ceremonia de saludo. El nido es un hueco sin tapizar, con dos huevos puestos en una única nidada, de mayo a junio.
Su comportamiento ante aquellos que penetran en su zona de cría, inclusive seres humanos, es muy violento. En algunos casos llegan a ser peligrosos, golpeando fuertemente con su pico la cabeza del intruso.

## Distribución
Cría en el norte de Escocia y otras áreas insulares aún más septentrionales (Islas Feroe e Islandia). Puede vérsele fácilmente en Europa occidental en primavera y otoño, generalmente en el mar, aunque a menudo las tempestades le conducen a tierra. En invierno emigra a regiones más templadas, llegando hasta el Atlántico meridional y Sudamérica.
En España, individuos de págalo grande son vistos con frecuencia durante las épocas invernales en los mares y costas del norte y el oeste peninsular. En el Mediterráneo es bastante más escaso y raro.